# Castillo de Racconigi
El Castillo de Racconigi (en italiano, Castello di Racconigi) es una de las Residencias de la casa real de Saboya declaradas Patrimonio de la Humanidad por la Unesco en el año 1997. Tiene el código 823-020 y se encuentra en Piazza Carlo Alberto de Racconigi (provincia de Cuneo, en el Piamonte, Italia).

## Historia
El Castillo Real de Racconigi fue la residencia oficial de la dinastía Carignano de la Casa de Saboya. Los primeros documentos del castillo datan de alrededor del año 1000, cuando Bernardino de Susa reconstruyó una antigua mansión, dejándosela a los monjes cistercienses.
Era una posesión de los margraves de Saluzzo y otros comenzando en el siglo XIII, y en el XVI fue adquirido por la Casa de Saboya. En 1630, el duque Carlos Manuel I se lo dio a su sobrino Tomás Francisco, fundador de la dinastía Saboya-Cariñano. En este momento, el castillo era una fortaleza de ladrillo, alta y con foso, de planta cuadrada, una torre en cada una de las cuatro esquinas y un alto mastio o torre principal en un lado.
Manuel Filiberto, el hijo de Tomás, encargó a Guarino Guarini que transformara la fortaleza en una residencia de recreo. El arquitecto erigió la actual sección central donde estaba el patio, añadiendo un tejado parecido al de una pagoda. Las dos torres septentrionales fueron reemplazadas por pabellones con cubierta abovedada y planta cuadrada, provistos de linternas de mármol.
A finales del siglo XVIII, Ludovico Luigi Vittorio de Carignano ordenó una renovación de los interiores, ampliando las dos torres meridionales, aladiendo estuco y otra decoración neoclásica; también encargó una nueva entrada, con cuatro columnas corintias y un frontón triangular, y la gran escalera.
Carlos Alberto, un Cariñano que con el tiempo se convirtió en rey de Cerdeña, amplió y embelleció aún más el castillo para representar el esplendor del reino recién adquirido. Su arquitecto de corte, Ernesto Melano expandió la antigua estructura cuadrada alrededor de la sección central, añadió dos edificios laterales conectados con los pabellones de la fachada, así como otra escalera en el lado meridional.
Aquí nació, en 1904, el último rey de Italia, Humberto II. Habiendo recibido el castillo como regalo de bodas en 1930, procedió a instalar en él la galería familiar de unas 3000 pinturas y documentos históricos referentes al Sudario de Turín.

## El parque
El castillo se abre hacia el norte a un gran parque, diseñado en el siglo XVII por el parisino André Le Nôtre, quien también diseñó los jardines de Versalles. A finales del siglo XVIII, Pelagio Pelagi erigió una serie de pequeñas estructuras como el Tempietto dórico junto al lago, una «dacha rusa» construida en honor del zar Nicolás II de Rusia que visitó el Piamonte, la iglesia gótica y otras.